# Mîroliubivka, raionul Ternopil, regiunea Ternopil
Mîroliubivka (în ucraineană Миролюбівка) este localitatea de reședință a comunei Mîroliubivka din raionul Ternopil, regiunea Ternopil, Ucraina.

## Demografie
Componența lingvistică a localității Mîroliubivka
     Ucraineană (100%)
Conform recensământului din 2001, toată populația localității Mîroliubivka era vorbitoare de ucraineană (100%).